# Chorramábád
Chorrámábád (persky خرم آباد‎) je město v západním Íránu a hlavní město provincie Lorestán.Nachází se v nadmořské výšce 1 147,8 metrů nad mořem, v údolí pohoří Zagros. Nad městem se nachází pevnost Falak ol-Aflák, která byla postavena v době Sasánovské říše.